# إلناز ركابي
إلناز ركابي (بالفارسية: الناز رکابی) (من مواليد 20 آب/أغسطس 1989) هي متسلّقة رياضيّة إيرانيّة. شاركت إلناز في بطولة العالم للتسلق 2021، وحصلت على الميدالية البرونزية في الحدث المشترك للسيدات، كما حضرت ركابي على منصة التتويج ثلاث مرات في بطولة آسيا للتسلق، حيث تُوجَّت بميدالية فضية وميداليتين برونزيتين.
شاركت إلناز عاو 2022 في بطولة آسيا للتسلق في سيول بدولة كوريا الجنوبية، حيث احتلت المركز الرابع، والجدير بالذكر أنها ظهرت خلال هذه البطولة من دون حجاب وهو المفروض في إيران. تزامنت البطولة معَ الاحتجاجات الإيرانيّة على خلفيّة مقتل الشابّة مهسا أميني، وبعد يومين من انتهاء بطولة التسلّق أُبلغَ عن اختفاء ركابي في «ظروف غامضة».
في نفس اليوم الذي أُبلغ فيهِ عن فقدها، نُشرت رسالة على حسابها الرسمي على موقع إنستغرام زعمت فيها أنها ستشرحُ كل شيء في مؤتمر صحفي وأنها عائدة إلى إيران مع زملائها من أعضاء الفريق، كما زعمت في المنشور الذي نُشر على حسابها أنّ حجابها سقط عن غير قصد، وكانت قد تنافست بدونه، بسبب سوء التوقيت ودعوة غير متوقَّعة لها للمنافسة. ذكرت بي بي سي فارسي أنّ أشخاصًا ما استولوا على جواز سفر ركابي وهاتفها المحمول، وخُطّطَ لرحلة العودة من سيول إلى إيران. ظهرت ركابي فعلًا في التاسع عشر من تشرين الأول/أكتوبر في العاصِمة الإيرانيّة طهران وقد استُقبلَت «استقبال الأبطال» في الوقتِ الذي تشهدُ فيه الاحتجاجات مزيدًا من التصعيد الذي وصلَ للمطالبة بإسقاطِ النظام.